# رودریگو تلو
رودریگو تلو (اسپانیایی: Rodrigo Tello‎؛ زادهٔ ۱۴ اکتبر ۱۹۷۹) یک بازیکن فوتبال اهل شیلی است.

## تیم ملی
وی همچنین در تیم ملی فوتبال شیلی بازی کرده است.